# 李鉴澄
李鉴澄（1905年—2006年），字伯涵，号雪渔，男，江苏吴江人，中国天文学家、天文史学家，曾任北京天文馆研究员。